# 呉林
呉林（ご りん、生没年不詳）は、中国三国時代の魏の部従事（ぶじゅうじ）。

## 概要
部従事の呉林は、前漢が紀元前108年に朝鮮半島に設置した植民地である楽浪郡がもともと三韓を統治していたことから、辰韓の8か国を分割して、楽浪郡に編入しようとした。しかし、そのことを三韓の臣智たちに通訳していた官吏が誤訳して伝えたため、激高した三韓の臣智たちは、公孫氏政権第二代の公孫康が楽浪郡の南半分である屯有県以南を裂いて設置した帯方郡の崎離営を襲撃した。帯方太守の弓遵と楽浪太守の劉茂が軍隊を率いて暴動を鎮圧したが、帯方太守の弓遵は戦死した。